# Al-Hakam ibn Hisham
al-Hakam ibn Hishām (in arabo الحكم بن هشام‎?; Cordova, 24 dicembre 770 – Cordova, 21 maggio 822) fu il terzo Emiro omayyade indipendente di al-Andalus dal 796 all'822.

## Origine
Al-Hakam era il figlio maschio secondogenito del secondo emiro indipendente di Cordova Hishām ibn ʿAbd al-Rahmān, della famiglia degli omayyadi e di una moglie o concubina, detta Zokhrouf, come riporta la Histoire de l'Afrique et de l'Espagne.

Hishām ibn ʿAbd al-Rahmān era il figlio maschio terzogenito del primo emiro indipendente di Cordova ʿAbd al-Rahmān I, della famiglia degli omayyadi e di una moglie o concubina, detta Hulal (o Djemàl), come riportano il Journal Asiatique Cinquieme Serie Tome.8 e la Histoire de l'Afrique et de l'Espagne (Hulal o Djemàl)

Gli ascendenti di entrambi sono citati nella Histoire des Almohades / d'Abd el- Wâh'id Merrâkechi.

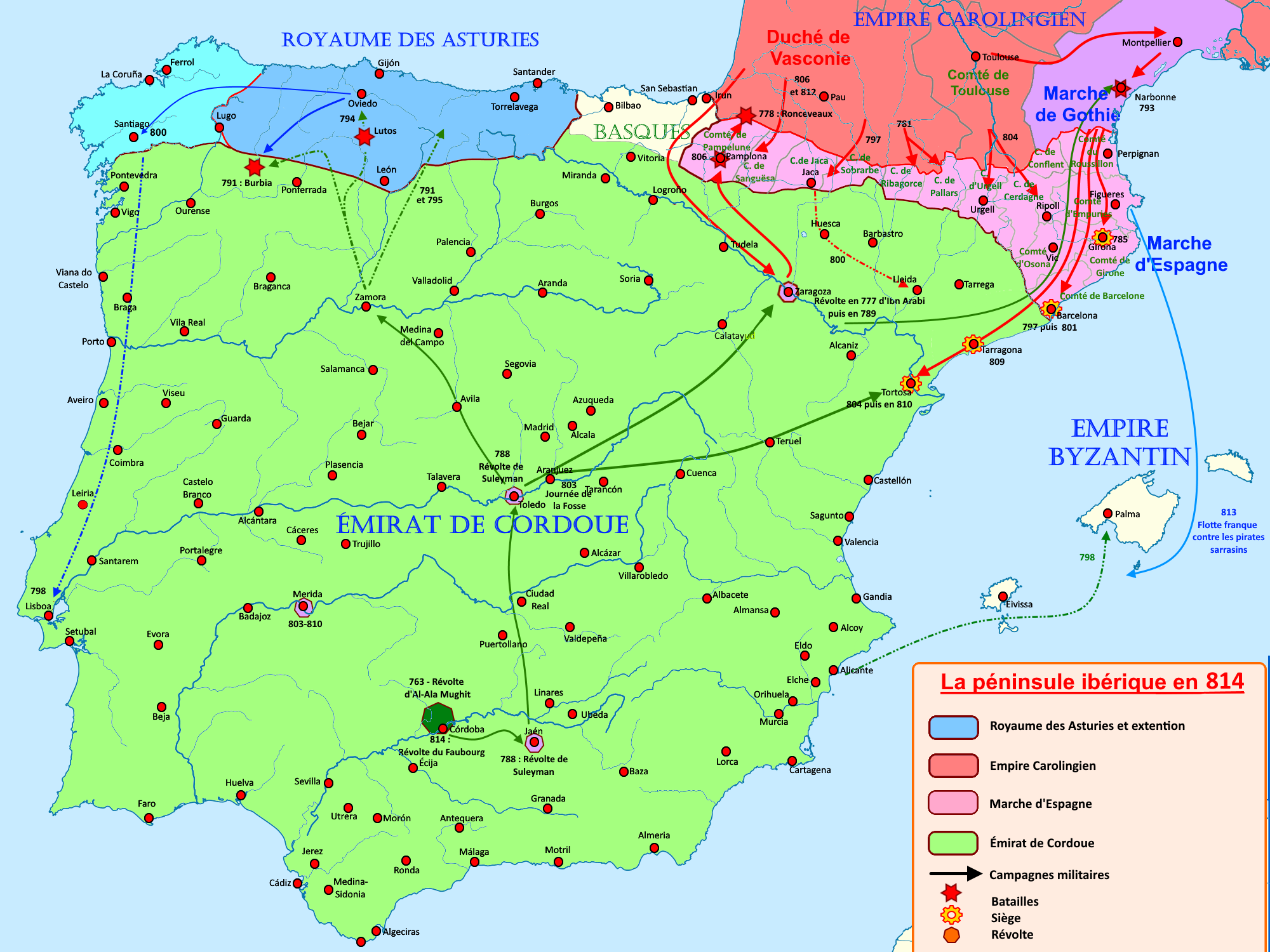
La penisola iberica, nell'814, durante l'emirato di Al-Hakam ibn Hisham

## Biografia
Il 17 aprile 796, suo padre, Hishām I morì a neppure 40 anni, designando come suo successore il secondogenito Al-Hakam, a scapito del primogenito ʿAbd al-Malik, come riporta la Histoire de l'Afrique et de l'Espagne.
Succeduto sul trono di Cordova, secondo la Historias de Al-Andalus, por Aben-Adhari de Marruecos, era stato proclamato il 29 aprile 796, il giovane Emiro non dovette affrontare le pretese del fratello maggiore ʿAbd al-Malik, bensì quelle di due suoi zii, Sulaymān e ʿAbd Allāh, che tornati in Al-Andalus, intendevano avvalersi dell'antica legge consuetudinaria araba del cosiddetto "seniorato" che privilegiava non tanto il figlio di chi deteneva una carica bensì il più anziano della famiglia.

I due zii avevano già combattuto contro suo padre, Hishām I, e dopo essersi arresi furono generosamente esiliati in Nordafrica; anche Spagna musulmana e Portogallo: una storia politica di al-Andalus riporta questo avvenimento e inoltre riporta che Sulaymān ricevette dal fratello 60.000 dinari e promise di non fare più ritorno in al-Andalus.
Avuta la meglio nel conflitto dinastico, con la morte dello zio Sulaymān e l'assegnazione all'altro zio, ʿAbd Allāh del governo pressoché esclusivo della città di Valencia (tanto da fargli guadagnare la nisba di "al-Balansī", ossia "il Valenciano"), in cambio di una dichiarazione in cui riconosceva il nipote emiro legittimo di al-Andalus.
al-Hakam dovette presto affrontare le ribellioni della cosiddetta "Marca Superiore" (con capitale Saragozza), maggiormente prossima ai domini franchi, della "Marca Centrale" (con capitale Toledo) e di quella Inferiore (con capitale Mérida).
Nella prima i principali signori musulmani erano i Banū Qasī, discendenti di un comes visigoto, Cassio o Casi, che si alleò con i musulmani e, convertitosi poco dopo la conquista islamica, il nome Casius fu arabizzato in Qasi, e dei quali conosciamo il figlio Fortūn (Fortunatus) il nipote Musa I ed il pronipote Musa II.
 L'azione delle forze lealiste valse a riportare la situazione alla calma, anche nei confronti di talune spinte autonomistiche dei Banū Qasī, e fu in tali frangenti che si costruì la piazzaforte di Tudela.
Nei confronti della Marca Centrale l'azione di repressione delle forze omayyadi contro i fermenti insurrezionali a Toledo si tradusse nel "Massacro del Fossato" (il "giorno del Fossato" secondo l'abitudine arabo-islamica di indicare un fatto importante con la semplice parola "Giorno", yawm, già in uso nel periodo preislamico).
ʿAmrūs ibn Yūsuf - l'Amorroz delle cronache franche, un 'muwallad, "adottato", e cioè un convertito, originario di Huesca, che teneva la piazza di Talavera, appena nominato governatore di Toledo, conquistata la fiducia dei toledani, fece costruire un castello in centro alla città, per alloggiare le truppe dell'emiro.

Quando, nel 797,  vi giunsero le truppe, comandate dal principe Abd al-Rahman, i più eminenti cittadini di Toledo furono invitati al castello per un banchetto e furono pregati di entrare uno ad uno. ʿAmrūs fece decapitare nel cortile del castello, il capo dei rivoltosi, ʿUbayd Allāh ibn Khamīr, e gran parte della borghesia cittadina, e le loro teste furono gettate nel fossato: quasi 5.000 uomini che, però, secondo altri storici, tra cui Lévi-Provençal, furono invece 700, come riporta lo storico Rafael Altamira.
Nella Marca Inferiore infine l'azione di repressione durò quasi 7 anni e si concluse con la fine delle agitazioni che avevano il loro centro proprio a Mérida, e che, secondo il Diccionario biográfico español, Real Academia de la Historia, la sollevazione era stata iniziata nell'806 da un berbero di una nobile famiglia ed era ripresa più volte, richiedendo l'intervento di Al-Hakam alla guida dell'esercito, per ben due volte, e poté considerarsi terminata dopo l'intervento del figlio ed erede ʿAbd al-Rahmān.
Il fatto più significativo, oltre al Giorno del Massacro di Toledo, fu però l'insurrezione del rabad (sobborgo)' di Cordova stessa, sorto sulla riva sinistra del fiume Guadalquivir.

Già un'avvisaglia della rivolta si era avuta già nell'805, allorché 62 persone furono crocifisse per ordine dell'Emiro. I fermenti, ripetutisi l'anno dopo, indussero al-Hakam I a rafforzare la propria guardia personale: i cosiddetti "muti" ( kurs), schiavi cioè ( ʿabīd) o mercenari che non sapevano parlare in arabo e che per questo erano ritenuti affidabili per non poter essere coinvolti in eventuali complotti di Palazzo. Fra essi - circa 2.000 - i preferiti erano gli uomini del Narbonese e della Settimania e della stessa Galizia; il loro capo, secondo Muslim Spain and Portugal: A Political History of al-Andalus era un cristiano, il kumis (conte) Rabīʿ figlio di Teodulfo, cui era stato affidato anche l'ingrato compito di esigere dai musulmani le tasse extra-coraniche (quelle cioè non riconducibili alla zakat), che erano assai pesanti.

Nell'818 la violenza esplose a seguito dell'inasprimento delle imposte. Il corteo dell'Emiro, che tornava da una battuta di caccia, fu attaccato e a stento al-Hakam I scampò alla morte. La sua sete vendetta non si placò con l'uccisione da parte della sua scorta di 10 dimostranti che furono subito crocefissi sul posto. Il rabad fu circondato e cominciò la mattanza da parte delle forze regolari emirali che durò 3 giorni, con un numero di morti incalcolabile. Alle preghiere di fare arrestare il massacro l'Emiro, al-Hakam (che si guadagnò il soprannome di al-Rabadī (quello del rabad) accondiscese purché, dopo l'esecuzione di 300 fra gli abitanti più facinorosi, l'intera popolazione del sobborgo (circa 20.000 persone) partisse per un esilio al di fuori dei confini dell'Emirato omayyade.

Gli esiliati si rifugiarono per lo più in Maghreb - dove Idris I, scampato alla repressione abbaside dopo i fatti di Fakhkh s'era rifugiato e aveva edificato il suo personale dominio idriside - andando ad abitare la neo-costituita città di Fès. Un gruppo però si recò ad Alessandria d'Egitto ma, allontanati anche da lì, dove costituivano un elemento di disordine e di insubordinazione, conquistarono l'isola di Creta, dedicandosi da quel momento alla guerra di corsa contro il naviglio cristiano.

La sollevazione e repressione di Cordova è descritta nel Muslim Spain and Portugal: A Political History of al-Andalus.
Riguardo all'insurrezione di Cordova, esiste un'altra versione che sostiene che avvenne nel maggio 814: un soldato uccise un lucidatore che aveva rifiutato di lucidargli la spada, e questo fornì il pretesto per la ribellione del quartiere di Arrabal del Sur, fomentata da studenti e fuqaha; un'enorme folla attaccò il palazzo dell'emiro e continuò ad attaccarlo nonostante la cariche della cavalleria; allora Hakam prima ordinò l'esecuzione di alcuni fuqahāʾ che erano prigionieri e dato che l'assalto continuava ordinò d'incendiare il quartiere di Arrabal del Sur. I ribelli, come previsto, accorsero in aiuto delle loro famiglie; circondati dai "muti", furono massacrati.  

Dopodiché ordinò che tutti gli abitanti dell'Arrabal del Sur lasciassero l'emirato entro 3 giorni, pena la crocefissione: circa 8.000 famiglie si stabilirono a Fes in Marocco, mentre circa altre 15.000, passate in Nordafrica, dopo aver combattuto contro i beduini, si impadronirono di Alessandria, vennero sconfitti e cacciati dal generale abbaside 'Abd Allah ibn Tahir, si diressero quindi verso Creta, che venne conquistata e vi fondarono un regno indipendente sotto Abu Hafs Omar al-Balluti. 

A quel punto Hakam concesse un'amnistia ai fuqaha e li autorizzò a stabilirsi in qualunque parte dell'emirato, ad eccezione di Cordova e dintorni; Yahya ibn Yahya, che era il loro capo riconosciuto già ai tempi di Hisham I, riuscì persino ad assicurarsi le grazie del sovrano Hakam I.
Dopo 25 anni impegnati a domare tali insurrezioni interne, al-Hakam I riprese anche le offensive contro il regno cristiano asturiano. Il suo generale ʿAbd al-Karīm ibn Mughīt aveva in realtà già colpito nel 796 l'antica Castiglia (al-Qilāʿ nelle fonti arabe) ma fu nell'803 (dopo un rovescio patito nell'801) che i musulmani di al-Andalus tornarono a effettuare incursioni (ṣāʾifa) in profondità, per reiterare le loro azioni nell'808 e, su scala assai maggiore, nell'816, contro il re delle Asturie, Alfonso II, che nel 798, aveva occupato temporaneamente Lisbona.

Nel 795, era stata costituita da Carlo Magno la marca di Spagna, nell'801, Ludovico, re d'Aquitania, aveva occupato Barcellona, nell'806, Pamplona e la Navarra avevano riconosciuto il dominio franco, e, nell'811, Tortosa si consegnò a Ludovico, come riporta lo storico Gerhard Seeliger; infine Ludovico il Pio, nell'820, decise di riaprire le ostilità contro l'emirato, ma gli annalisti menzionano solo un'incursione, con relativo saccheggio oltre il Segre, nell'822, come riporta lo storico René Poupardin.
Uomo di forte carattere, uno dei pochi a bere apertamente vino (la qual cosa gli attirò l'odio dei fuqaha di al-Andalus capeggiati da Yahya ibn Yahya che non gli risparmiarono attacchi per tutta la durata del suo regno) fra i sovrani omayyadi di al-Andalus, era dotato di ottima cultura letteraria (lui stesso fu poeta non disprezzabile).
Essendo gravemente malato, secondo la Historias de Al-Andalus, por Aben-Adhari de Marruecos, al-Hakam I, indicò il 6-5-822, in un'adunanza solenne nell'Alcazar di Cordova, il proprio figlio ʿAbd al-Rahmān come wali l-'ahd (erede designato) destinato a succedergli.
Quindici giorni dopo (21-5-822) l'Emiro moriva nel chiuso del suo Palazzo, accudito dalle donne del suo gineceo e dai suoi eunuchi a 53 anni.

Gli succedette al trono il figlio Abd al-Rahman II ibn al-Hakam.
Il Chronicon Albeldense riporta che regnò 26 anni e 6 mesi.

Secondo il cronista Ibn Hazm (Cordova 7 novembre 994 - Huelva 15 agosto 1063), che fu anche filosofo, teologo, storico e poeta, al-Ḥakam fu il più sanguinario e dispotico di tutti gli emiri omayyadi di al-Andalus.

### Famiglia
al-Hakam ebbe trentanove figli (18 maschi e 21 femmine), tra cui il suo successore, nato da una sua moglie o concubina, Heloa, come riporta la Historias de Al-Andalus, por Aben-Adhari de Marruecos:
- ʿAbd al-Rahmān II, nato a Toledo nel 792, a 30 anni, divenne il quarto emiro[21].

### Fonti primarie
- (FR)  Journal Asiatique Cinquieme Serie Tome.8
- (FR)  Histoire des Almohades / d'Abd el- Wâh'id Merrâkechi
- (FR)  #ES Histoire de l'Afrique et de l'Espagne, Volume 2
- (EN)  #ES Spagna musulmana e Portogallo: una storia politica di al-Andalus
- (ES)  Historias de Al-Andalus, por Aben-Adhari de Marruecos

### Letteratura storiografica
- E. Lévi-Provençal, Historie de l'Espagne musulmane, Parigi-Leida, G.-P. Maisonneuve-E.J. Brill, 1950 (vol. II).
- Ibn Ḥazm, Jamharat ansāb al-ʿArab, Cairo, Dar al-Maʿārif, s.d. (ma 1953).
- Rafael Altamira, il califfato occidentale, in «Storia del mondo medievale», vol. II, 1999, pp. 477–515.
- Gerhard Seeliger, Conquiste e incoronazione a imperatore di Carlomagno, in «Storia del mondo medievale», vol. II, 1999, pp. 358–396.
- René Poupardin, "Ludovico il Pio", in «Storia del mondo medievale», vol. II, 1999, pp. 558–582.